# Шерве (Де Севр)
Шерве (фр. Cherveux) насеље је и општина у западној Француској у региону Поату-Шарант, у департману Де Севр која припада префектури Ниор.
По подацима из 2011. године у општини је живело 1679 становника, а густина насељености је износила 75,46 становника/km². Општина се простире на површини од 22,25 km². Налази се на средњој надморској висини од 80 метара (максималној 116 m, а минималној 46 m).

## Демографија
| 1962. | 1968. | 1975. | 1982. | 1990. | 1999. | 2011. |
| ----- | ----- | ----- | ----- | ----- | ----- | ----- |
| 973   | 1.003 | 880   | 1.085 | 1.179 | 1.271 | 1.679 |

График промене броја становника у току последњих година